# Дохна
Дохна (укр. Дохна) — река на Украине, в пределах Крыжопольского, Тростянецкого, Чечельницкого и Бершадского районов Винницкой области. Правый приток Южного Буга (бассейн Чёрного моря).
Дохна берёт начало западнее села Павловка. Течет на восток (местами на северо-восток). Впадает в Южный Буг у северной окраины села Луговая.
Длина 74 км, площадь водосборного бассейна 1280 км². Уклон реки 1,1 м/км. Долина трапециевидная, шириной 0,5-0,6 км, местами до 3,5 км (около города Бершадь). Пойма заболочена, шириной до 200 м. Русло извилистое, шириной 2-4 м, в низовьях до 10 м. Используется на технического водоснабжения, орошения, рыбоводства.